# Самтаев, Иван Адучинович
Иван Адучинович Самтаев (род. 10 января 1964) — советский и российский борец. Заслуженный мастер спорта по греко-римской борьбе. Чемпион СССР (1986), чемпион Европы (1986), обладатель Кубка мира (1986), победитель Спартакиады народов СССР (1986).

## Биография
Родился 10 января 1964 года в селе Мухор-Тархата Кош-Агачского района Горно-Алтайской автономной области. С детства увлекался борьбой. Его тренерами были К. А. Таркрашев, М. К. Каланаков, А. П. Манзыров. В 1984 году окончил Горно-Алтайский государственный педагогический институт. В 1984—1986 годах служил в ЦСКА-18 (Новосибирск). В 1986—1988 годах работал в Горно-Алтайске инструктором по спорту детско-спортивного общества "Спартак". С 1989 года возглавляет детско-юношескую спортивную школу олимпийского резерва в Горно-Алтайске.

## Награды
Орден Дружбы (1996 год).